# القدير (أسماء الله الحسنى)
القدير من أسماء الله الحسنى في الإسلام، وهو صيغة مبالغة على وزن فعيل، ومعناه: التام القدرة، لا يُلابس قدرته عجز بوجه.

## في القرآن الكريم
ورد اسم الله القدير في القرآن الكريم 45 مرة، منها:
- قال تعالى: ﴿اللَّهُ الَّذِي خَلَقَكُمْ مِنْ ضَعْفٍ ثُمَّ جَعَلَ مِنْ بَعْدِ ضَعْفٍ قُوَّةً ثُمَّ جَعَلَ مِنْ بَعْدِ قُوَّةٍ ضَعْفًا وَشَيْبَةً يَخْلُقُ مَا يَشَاءُ وَهُوَ الْعَلِيمُ الْقَدِيرُ ۝٥٤﴾ سورة الروم
- قال تعالى: ﴿يَكَادُ الْبَرْقُ يَخْطَفُ أَبْصَارَهُمْ كُلَّمَا أَضَاءَ لَهُمْ مَشَوْا فِيهِ وَإِذَا أَظْلَمَ عَلَيْهِمْ قَامُوا وَلَوْ شَاءَ اللَّهُ لَذَهَبَ بِسَمْعِهِمْ وَأَبْصَارِهِمْ إِنَّ اللَّهَ عَلَى كُلِّ شَيْءٍ قَدِيرٌ ۝٢٠﴾ سورة البقرة:20
- قال تعالى: ﴿مَا نَنْسَخْ مِنْ آيَةٍ أَوْ نُنْسِهَا نَأْتِ بِخَيْرٍ مِنْهَا أَوْ مِثْلِهَا أَلَمْ تَعْلَمْ أَنَّ اللَّهَ عَلَى كُلِّ شَيْءٍ قَدِيرٌ ۝١٠٦﴾ سورة البقرة:106
- قال تعالى: ﴿وَأَوْرَثَكُمْ أَرْضَهُمْ وَدِيَارَهُمْ وَأَمْوَالَهُمْ وَأَرْضًا لَمْ تَطَئُوهَا وَكَانَ اللَّهُ عَلَى كُلِّ شَيْءٍ قَدِيرًا ۝٢٧﴾ سورة الأحزاب:27
- قال تعالى: ﴿أَوَلَمْ يَرَوْا أَنَّ اللَّهَ الَّذِي خَلَقَ السَّمَاوَاتِ وَالْأَرْضَ وَلَمْ يَعْيَ بِخَلْقِهِنَّ بِقَادِرٍ عَلَى أَنْ يُحْيِيَ الْمَوْتَى بَلَى إِنَّهُ عَلَى كُلِّ شَيْءٍ قَدِيرٌ ۝٣٣﴾ سورة الأحقاف:33

## في السنة النبوية
- عن المغيرة بن شعبة:[3] «أنَّ رسولَ اللهِ ﷺ كان إذا فرغ من الصلاةِ وسلَّمَ، قال: "لا إله إلا الله وحده لا شريك له. له الملكُ وله الحمدُ وهو على كل شيءٍ قديرٌ. اللهمَّ لا مانعَ لما أعطيتَ. ولا مُعطيَ لما منعتَ. ولا ينفعُ ذا الجدِّ منك الجَدُّ"»
- عن عبد الله بن عمر:[4] «كان النبيُّ ﷺ إذا قَفَل من الحجِّ أو العُمرَةِ - ولا أعلَمُهُ إلا قال الغَزْوِ - يقولُ: كُلَّما أوفَى علَى ثَنيَّةٍ أو فَدْفَدٍ كبَّرَ ثلاثًا، ثم قال: لا إلهَ إلا اللَّهُ، وحدَهُ لا شَريك لَه، له المُلكُ وله الحمد، وهو علَى كُلِّ شيءٍ قديرٌ. آيبونَ تائِبونَ عابِدونَ ساجِدونَ لرَبِّنا حَامِدونَ. صدَق اللَّهُ وعْدَه، ونصَر عبدَه، وهَزَم الأحزابَ وحدَه»
- عن أبي موسى الأشعري:[5] «عن النبيِّ ﷺ: أنه كان يدعو بهذا الدعاءِ : "ربِّ اغفِرْ لي خطيئتي وجهلي، وإسرافي في أمري كلِّه، وما أنت أعلَمُ به مني . اللهم اغفِرْ لي خطاياي، وعمدي وجهلي وهَزلي، وكلُّ ذلك عِندي . اللهم اغفِرْ لي ما قدَّمْتُ وما أخَّرْتُ، وما أسرَرْتُ وما أعلَنْتُ، أنت المقدِّمُ وأنت المؤخِّرُ، وأنت على كلِّ شيءٍ قديرٌ"»

## الأقوال في معناه
- قال السعدي:[6] «(القدير) كامل القدرة، بقدرته أوجد الموجودات، وبقدرته دبرها، وبقدرته سواها وأحكمها، وبقدرته يحيي ويميت، ويبعث العباد للجزاء، ويجازي المحسن بإحسانه، والمسيء بإساءته، الذي إذا أراد شيئاً قال له: كن، فيكون، وبقدرته يقلب القلوب ويصرفها على ما يشاء ويريد»
- قال الحليمي:[1] «(القدير) وهو: التام القدرة، لا يُلابس قدرته عجز بوجه»
- قال الطبري:[7] «﴿يَكَادُ الْبَرْقُ يَخْطَفُ أَبْصَارَهُمْ كُلَّمَا أَضَاءَ لَهُمْ مَشَوْا فِيهِ وَإِذَا أَظْلَمَ عَلَيْهِمْ قَامُوا وَلَوْ شَاءَ اللَّهُ لَذَهَبَ بِسَمْعِهِمْ وَأَبْصَارِهِمْ إِنَّ اللَّهَ عَلَى كُلِّ شَيْءٍ قَدِيرٌ ۝٢٠﴾ سورة البقرة:20: وإنما وصف الله نفسه –جل ذكره- بالقدرة على كل شيء في هذا الموضع، لأنه حذر المنافقين بأسه وسطوته، وأخبرهم أنه بهم محيط، وعلى إذهاب أسماعهم وأبصارهم قدير، ثم قال: فاتقوني أيها المنافقون، واحذروا خداعي وخداع رسولي وأهل الإيمان بي، لا أحل بكم نقمتي، فإني على ذلك وعلى غيره من الأشياء قدير.

ومعنى (قدير): قادر، كما معنى (عليم): عالم، على ما وصفت فيما تقدم من نظائره من زيادة معنى (فعيل) على فاعل في المدح والذم»
- قال ابن منده:[8] «ومن أسماء الله عز وجل : القدير والقادر والمقتدر»
- قال ابن عثيمين:[9] «فالقادر اسم، والقدير اسم، والمقتدر اسم، مع أنها كلها مشتقة من صفة واحدة، لأن بعضها يزيد بخصوصية عن الآخر»
- قال ابن القيم:[10] وهو القدير وليس يعجزه إذاما رام شيئاً قط ذو سلطان